# Darwin est-il dangereux ?
Darwin est-il dangereux ? L'évolution et le sens de la vie (en anglais Darwin's Dangerous Idea: Evolution and the Meanings of Life) est un livre du philosophe Daniel Dennett publié en 1995, dans lequel l'auteur examine certaines des répercussions de la théorie darwinienne. 
Daniel Dennett y défend que la sélection naturelle est un processus aveugle, qui est néanmoins suffisamment puissant pour expliquer l'évolution de la vie. La découverte de Darwin était que la génération de la vie fonctionnait de manière algorithmique, que les processus derrière elle fonctionnaient de telle manière que, étant donné ces processus, les résultats vers lesquels ils tendent doivent l'être.
Ces affirmations ont suscité de nombreux débats et discussions dans le grand public. Le livre était finaliste pour le prix national du livre 1995 dans la non-fiction et le prix 1996 Pulitzer pour la non-fiction générale.

## Contexte
Le livre précédent de Daniel Dennett était La Conscience expliquée (1991). Il a noté l'inconfort avec le darwinisme non seulement chez les laïcs, mais aussi chez les universitaires et a décidé qu'il était temps d'écrire un livre traitant du sujet. Darwin est-il dangereux ? n'est pas censée être une œuvre scientifique, mais plutôt un livre interdisciplinaire ; Dennett admet qu'il ne comprend pas lui-même tous les détails scientifiques. Il entre dans un niveau de détail modéré, mais laisse au lecteur le soin d'approfondir s'il le souhaite, en fournissant des références à cette fin.
En écrivant le livre, Dennett voulait «amener les penseurs d'autres disciplines à prendre au sérieux la théorie évolutionniste, leur montrer comment ils l'ont sous-estimée et leur montrer pourquoi ils ont écouté les mauvaises sirènes». Pour ce faire, il raconte une histoire, principalement originale, mais qui comprend des éléments de son travail précédent.
Dennett a enseigné lors d'un séminaire de premier cycle à l'Université Tufts sur Darwin et la philosophie ; cette présentation reprenait la plupart des idées du livre. Il a également eu l'aide de collègues et d'autres universitaires, dont certains ont lu les ébauches du livre, notamment Richard Dawkins, David Haig, Douglas Hofstadter, Nick Humphrey, Ray Jackendoff, Philip Kitcher, Justin Leiber, Ernst Mayr, Steven Pinker et Kim Sterelny. Le livre est dédié à Willard Van Orman Quine, "professeur et ami".

## Synopsis

### Partie I: Commencer au milieu
Avant Charles Darwin, et encore aujourd'hui, la majorité des gens considèrent Dieu comme la cause ultime de tout dessein, ou la réponse ultime au «pourquoi?» des questions. John Locke a plaidé pour la primauté de l'esprit avant la matière, et David Hume, tout en exposant des problèmes avec le point de vue de Locke, ne pouvait voir aucune alternative.

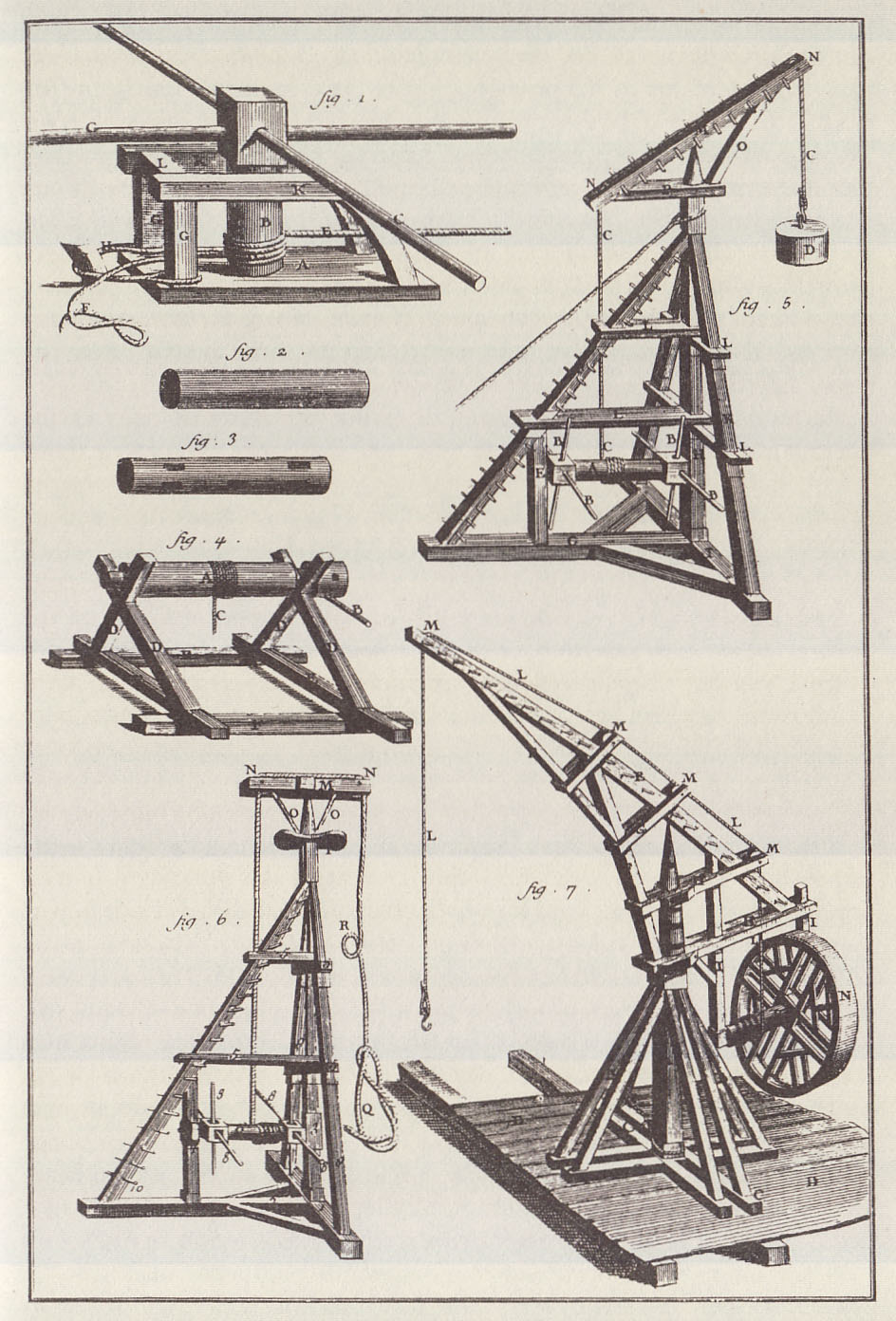
Darwin est-il dangereux ? utilise largement les grues comme analogie.

Darwin a fourni une telle alternative: l'évolution. En plus de fournir des preuves de descendance commune, il a introduit un mécanisme pour l'expliquer: la sélection naturelle. Selon Dennett, la sélection naturelle est un processus insensé, mécanique et algorithmique (c'est l'idée dangereuse de Darwin).  
Dans le dernier chapitre de la partie I, Dennett traite des artefacts humains et la culture comme une branche d'un espace de conception unifié. L'ancêtre commun ou l'homologie peuvent être détectées par des caractéristiques de conception partagées qui ne devraient pas apparaître indépendamment. Cependant, il existe aussi des «mouvements forcés» ou des «bons trucs» qui seront découverts à plusieurs reprises, soit par sélection naturelle (voir Convergence évolutive), soit par investigation humaine.

### Partie II: Pensée darwinienne en biologie

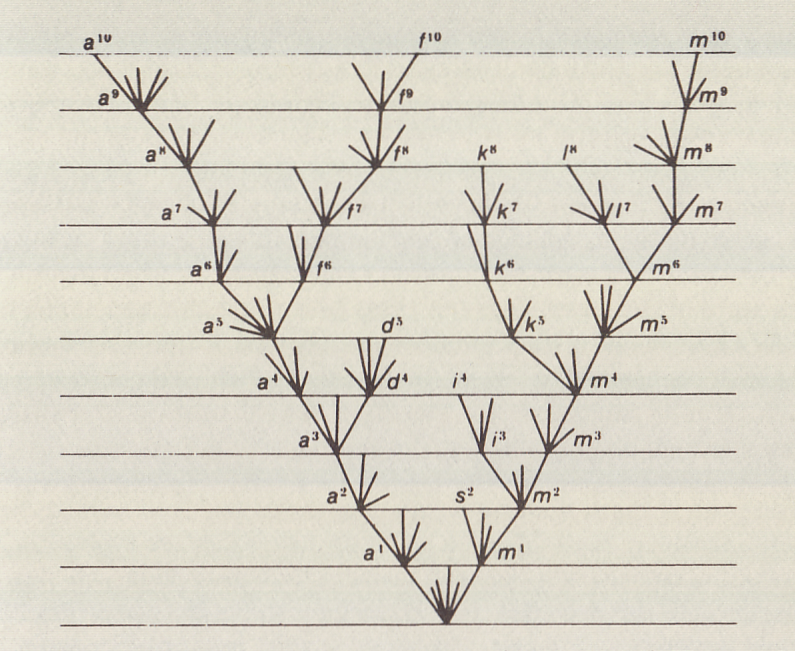
Diagramme arborescent dans L'Origine des espèces

Le premier chapitre de la deuxième partie, «La pensée darwinienne en biologie», affirme que la vie est née sans aucune volonté de création, et que le monde ordonné que nous connaissons est le résultat d'un mélange aveugle et non dirigé à travers le chaos.
Le message du huitième chapitre est véhiculé par son titre, "La biologie est l'ingénierie"; la biologie est l'étude de la conception, de la fonction, de la construction et de l'exploitation. Cependant, il existe des différences importantes entre la biologie et l'ingénierie. Lié au concept d'ingénierie de l'optimisation, le chapitre suivant traite de l'adaptationnisme, que Dennett approuve, qualifiant la «réfutation» de Stephen Jay Gould et Richard C. Lewontin d'illusion.  
Le dixième chapitre, intitulé "Bully for Brontosaurus", est une critique approfondie de Stephen Jay Gould, qui, selon Dennett, a créé une vision déformée de l'évolution avec ses écrits populaires ; ses «révolutions autoproclamées» contre l'adaptationnisme, le gradualisme et d'autres darwinismes orthodoxes sont toutes de fausses affirmations. Le dernier chapitre de la deuxième partie rejette le concept de mutation dirigée, l'héritage des traits acquis et le concept de « Point Oméga de Pierre Teilhard de Chardin ».

### Partie III: Esprit, signification,mathématiqueset moralité

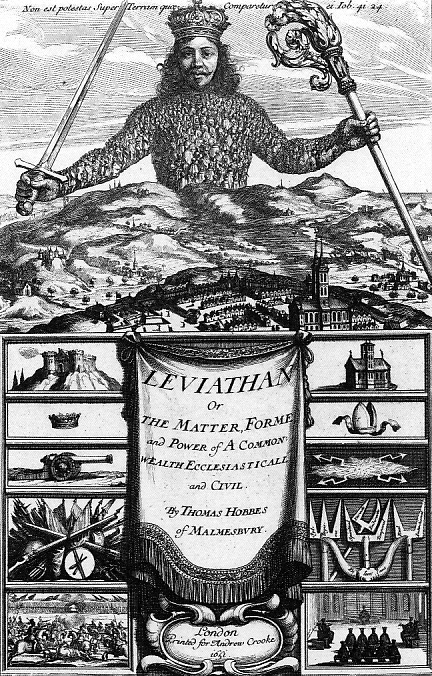
Le frontispice du Léviathan de Thomas Hobbes, qui apparaît au début du chapitre 16 «Sur l'origine de la morale».

«Esprit, signification, mathématiques et moralité» est le nom de la troisième partie, qui commence par une citation de Nietzsche. Le chapitre 12, «Les grues de la culture», traite de l'évolution culturelle. Il affirme que le mème a un rôle à jouer dans notre compréhension de la culture, et qu'il permet aux humains, uniques parmi les animaux, de «transcender» nos gènes égoïstes. Le chapitre suivant, "Losing Our Minds to Darwin", est un chapitre sur l'évolution des cerveaux, des esprits et du langage. Dennett critique la résistance de Noam Chomsky à l'évolution du langage, à sa modélisation par l'intelligence artificielle et à la rétro-ingénierie.
L'évolution du sens est ensuite discutée, et Dennett utilise une série d'expériences de pensée pour persuader le lecteur que le sens est le produit de processus algorithmiques eux-mêmes dénués de sens.

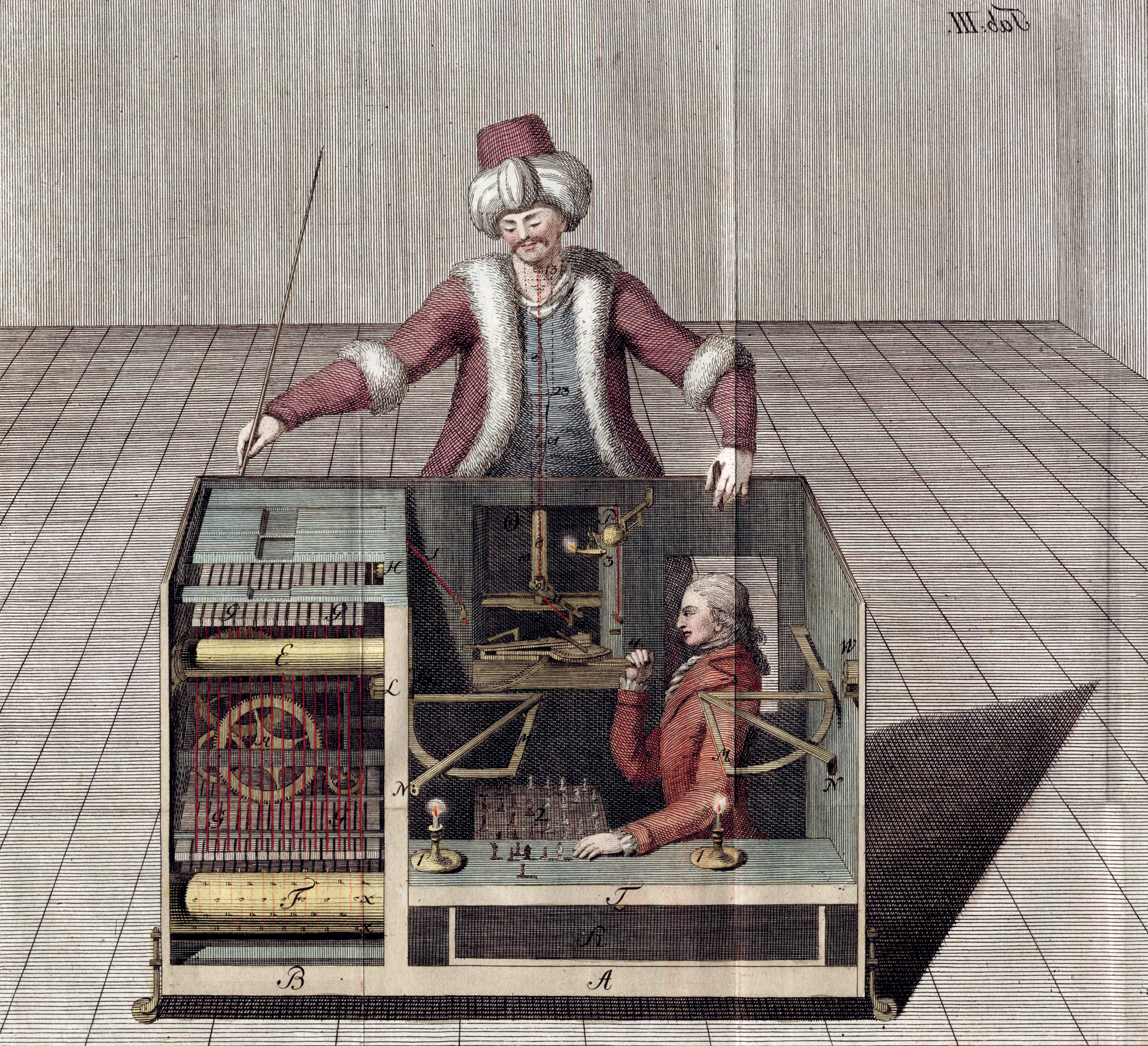
L'automate d'échecs de Von Kempelen, discuté au chapitre 15.

Le chapitre 15 affirme que le théorème de Gödel ne rend pas certaines sortes d' intelligence artificielle impossibles. Dennett étend sa critique à Roger Penrose. Le sujet passe ensuite à l'origine et à l'évolution de la morale, à commencer par Thomas Hobbes (que Dennett appelle «le premier sociobiologiste ») et Friedrich Nietzsche. Il conclut que seule une analyse évolutive de l' éthique a du sens, bien qu'il mette en garde contre certaines variétés de «réductionnisme éthique cupide». Avant de passer au chapitre suivant, il discute de certaines controverses de sociobiologie.
L'avant-dernier chapitre, intitulé «Redesigning Morality», commence par se demander si l'éthique peut être «naturalisée». Dennett y exprime notamment l'optimisme dans notre capacité à concevoir et à repenser notre approche des problèmes moraux. Dans «L'avenir d'une idée», dernier chapitre du livre, Dennett fait l'éloge de la biodiversité, y compris la diversité culturelle. En conclusion, il utilise le conte de La Belle et la Bête comme analogie; bien que l'idée de Darwin puisse sembler dangereuse, elle est en fait assez belle.

## Concepts centraux

### Espace de conception
Dennett pense qu'il y a peu ou pas de différence de principe entre les produits de l'évolution générés naturellement et les artefacts artificiels de la créativité et de la culture humaines. Pour cette raison, il indique délibérément que les fruits complexes de l'arbre de vie sont, dans un sens très significatif, «conçus», même s'il ne croit pas que l'évolution a été guidée par une intelligence supérieure.
Dennett soutient l'utilisation de la notion de mème pour mieux comprendre l'évolution culturelle . Il pense également que même la créativité humaine pourrait opérer par le mécanisme darwinien.  
Une définition mathématique précise de l'espace de conception n'est pas donnée dans Darwin est-il dangereux ?. Dennett le reconnaît et admet qu'il propose une idée philosophique plutôt qu'une formulation scientifique.

## Réception
Dans The New York Review of Books, John Maynard Smith a fait l'éloge de Darwin est-il dangereux ? :
C'est donc un plaisir de rencontrer un philosophe qui comprend ce qu'est le darwinisme et l'approuve. Dennett va bien au-delà de la biologie. Il voit le darwinisme comme un acide corrosif, capable de dissoudre notre croyance antérieure et de forcer à reconsidérer une grande partie de la sociologie et de la philosophie. Bien que modestement écrit, ce n'est pas un livre modeste. Dennett soutient que, si nous comprenons l'idée dangereuse de Darwin, nous sommes obligés de rejeter ou de modifier une grande partie de notre bagage intellectuel actuel...
 A contrario, le biologiste H. Allen Orr a écrit une revue critique dans le Boston Review. Le livre a également provoqué une réaction négative de la part des créationnistes ; Frederick Crews écrit que l'idée dangereuse de Darwin « rivalise avec L'Horloger aveugle de Richard Dawkins en tant que texte le plus cordialement détesté par les créationnistes ».